# Колеж по туризъм (Варна)
Колежът по туризъм към Икономическия университет – Варна е основан през 1963 г. с разпореждане на Министерския съвет. През 1965 г. учебното заведение се преобразува в Полувисш институт по международен туризъм, а през 1989 г. – в Полувисш институт по туризъм. Полувисшият институт по туризъм от своя страна се преобразува в Колеж по туризъм като самостоятелна структура, към Икономическия университет – Варна, с постановление на Министерски съвет през 1997 г.
В своята над 48-годишна история Колежът по туризъм – Варна е подготвил повече от 8300 специалисти в редовна и над 3200 – в задочна форма на обучение.
В колежа се извършва обучение за образователно-квалификационна степен специалист бакалавър в две специалности:
- професионален бакалавър по мениджмънт на туризма и свободното време
- професионален бакалавър по мениджмънт на хотели и ресторанти